# امیل نیومن
امیل نیومن (انگلیسی: Emil Newman؛ ۲۰ ژانویهٔ ۱۹۱۱ – ۳۰ اوت ۱۹۸۴) آهنگساز و رهبر ارکستر یهودی‌تبار اهل ایالات متحده آمریکا بود.
او برادرِ کوچک‌ترِ آهنگساز شهیر آمریکایی «آلفرد نیومن» بود. یک برادر کوچکتر آنها نیز به نام لایونل نیومن آهنگساز معروفی بود.
از فیلم‌ها یا مجموعه‌های تلویزیونی که وی در آن‌ها نقش داشته است می‌توان به فیوری، زمانی برای کشتن، جیم مک‌لین بزرگ، هوندو و استحکامات ساحلی اشاره نمود.